# Bussen
För andra betydelser, se Bussen (olika betydelser).
Bussen är en svensk TV-film från 1977 i regi av Kjell Sundvall. Filmen visades i TV för första gången den 20 december samma år. Den var Sundvalls första film.

## Rollista
- Sören Hagdahl - Bengt "Rimbo" Nilsson, busschaufför
- Gunilla Norling - Harriet, busschaufför
- Nils Åsblom - Strandén, trafikledare vid SL
- Inga Landgré - Doris, Bengts hyresvärdinna
- Bernt Ström - storväxt busschaufför
- Gino Samil - berusad passagerare som somnar
- Gun Robertson - elegant passagerare med hund
- Gregor Dahlman - upprörd gentlemannapassagerare
- Bruno Wintzell - jäktad, välklädd passagerare
- Marrit Ohlsson - gammal dam som blir körd till Traneberg
- János Herskó - Gösta, Doris döde make - endast foto

### Fotnoter
1. ↑  ”Bussen”. Svensk Filmdatabas. http://sfi.se/sv/svensk-filmdatabas/Item/?type=MOVIE&itemid=46259. Läst 9 juli 2012.